# Unternehmenssteuerreform (Schweiz)
Die Unternehmenssteuerreform (USR) ist ein Bündel gesetzgeberischer Massnahmen zur Steuervereinfachung in der Schweiz.

## Unternehmenssteuerreform I
Die Reform von 1997 umfasste verschiedene Änderungen des Bundesgesetzes über die direkte Bundessteuer (DBG), des Steuerharmonisierungsgesetzes (StHG), des Bundesgesetzes über die Stempelabgaben (StG) sowie des Bundesgesetzes über die Verrechnungssteuer (VStG). Die meisten Massnahmen wurden per 1. Januar 1998 in Kraft gesetzt.
Mit der Unternehmenssteuerreform I wurden Sondertarife für Holding-, Domizil- und gemischte Gesellschaften eingeführt sowie eine proportionale Gewinnsteuer von 8,5 Prozent und die Abschaffung der Kapitalsteuer auf Bundesebene.
Im Bereich der Stempelabgaben wurde die Reduktion der Emissionsabgabe auf Beteiligungsrechten, die Neuregelung der Freigrenze und die Wiedereinführung einer Abgabe auf Lebensversicherungen beschlossen.
Zudem erliess der Gesetzgeber eine Regelung für den Erwerb eigener Aktien.

## Unternehmenssteuerreform II

### Gesetzgebungsverfahren
In der Frühlingssession 2007 verabschiedeten die eidgenössischen Räte das Unternehmenssteuerreformgesetz II. Die damit beschlossenen Massnahmen umfassten verschiedene Änderungen des Bundesgesetzes über die direkte Bundessteuer (DBG), des Steuerharmonisierungsgesetzes (StHG), des Bundesgesetzes über die Stempelabgaben (StG), des Bundesgesetzes über die Verrechnungssteuer (VStG) sowie des Bundesgesetzes über die Bildung steuerbegünstigter Arbeitsbeschaffungsreserven (ABRG).
Da das Referendum ergriffen wurde, kam es am 24. Februar 2008 zu einer Volksabstimmung. Die Vorlage wurde angenommen. Die meisten Bestimmungen traten per 1. Januar 2011 in Kraft.

### Verminderung der Doppelbelastung
Gewinne aus unternehmerischer Tätigkeit werden üblicherweise mehrfach besteuert: Das Unternehmen bezahlt Gewinnsteuern, und bei der Ausschüttung der Gewinne werden die Anteilseigner nochmals besteuert.
Mit der Unternehmenssteuerreform II fallen Erträge aus Beteiligungen, die Privatvermögen darstellen, nur noch zu 60 % in die Bemessung für die Einkommenssteuer und Beteiligungen, die Geschäftsvermögen darstellen, nur noch zu 50 % in die Bemessung für die Gewinnsteuer.
Voraussetzung für die reduzierte Besteuerung ist, dass die Beteiligung mindestens 10 % am Grund- oder Stammkapital der Gesellschaft oder Genossenschaft beträgt. Gewinne aus der Veräusserung von Beteiligungsrechten, die Geschäftsvermögen darstellen, sind nach Abzug des zurechenbaren Aufwandes ebenfalls nur zur Hälfte steuerbar.
Das StHG stellt den Kantonen frei, eine vergleichbare Ermässigung der Besteuerung vorzusehen. Führen sie eine solche Ermässigung ein, so ist dies erst dann möglich, wenn die Beteiligung ebenfalls mindestens 10 % beträgt.
Nach bisherigem Recht konnten Holdinggesellschaften in Form des Beteiligungsabzugs eine Ermässigung der Gewinnsteuer beanspruchen, soweit sie zu mindestens 20 % am Grund- oder Stammkapital anderer Gesellschaften beteiligt waren oder wenn diese Beteiligung einen Verkehrswert von mehr als 2 Millionen Franken betrug (Art. 69 DBG). Neu wurde die Schwelle für die Geltendmachung des Beteiligungsabzuges auf 10 % bzw. auf einen Verkehrswert von mindestens 1 Million Franken herabgesetzt. Weiter gilt der Beteiligungsabzug auch für die Inhaber jener Beteiligungsrechte, die einen Anspruch auf mindestens 10 % am Gewinn und an den Reserven einer anderen Gesellschaft gewähren.

### Abbau von substanzzehrenden Steuern
Bei der Emissionsabgabe gilt nun auch für Genossenschaften ein Freibetrag von 1 Million Franken. Dieser Freibetrag galt bereits für Kapitalgesellschaften.
Wird der Betrieb einer Kapitalgesellschaft oder einer Genossenschaft mit Unterbilanz zwecks Weiterführung auf eine Auffanggesellschaft übertragen, so ist das dafür notwendige neue Kapital von der Emissionsabgabe ausgenommen. Bei Sanierungen werden Kapitalerhöhungen und Zuschüsse von der Emissionsabgabe befreit, soweit die bestehenden Verluste beseitigt werden und die Leistungen der Gesellschafter oder Genossenschafter gesamthaft maximal 10 Millionen Franken betragen.
Die Unternehmenssteuerreform II führte das Kapitaleinlageprinzip ein. Danach werden alle von Anteilseignern geleisteten Kapitaleinlagen, einschliesslich Aufgelder und Zuschüsse, bei Rückzahlung in das Privatvermögen gleich wie die Rückzahlung von Grund- oder Stammkapital behandelt werden und sind somit steuerfrei.
Nach altem Recht mussten die Kantone auch bei Gesellschaften, die nur einen geringen Gewinn erwirtschaften, die ganze Kapitalsteuer erheben. Mit der Möglichkeit, die Gewinnsteuer an die Kapitalsteuer anzurechnen, können die Kantone diese substanzzehrende Besteuerung von Unternehmen mit hohem Kapitaleinsatz, aber geringer Rentabilität abbauen. Den Kantonen ist es freigestellt, ob sie von dieser Möglichkeit Gebrauch machen wollen. Der Bund erhebt keine Kapitalsteuer.

### Entlastung von Personenunternehmen
Dient eine Liegenschaft nicht mehr überwiegend geschäftlichen Zwecken, wurden die stillen Reserven bisher besteuert. Neu kann der Unternehmer verlangen, dass die Steuer erst dann veranlagt wird, wenn die Liegenschaft verkauft und der Veräusserungserlös tatsächlich realisiert wird.
Die Verpachtung des Betriebes gilt nur noch dann als Aufgabe der selbständigen Erwerbstätigkeit mit Steuerfolge, wenn der Unternehmer dies bei den Steuerbehörden beantragt.
Bei einer Erbteilung können jene Erben, die den Betrieb nicht übernehmen, neu die Besteuerung der stillen Reserven ebenfalls bis zur tatsächlichen Veräusserung aufschieben.
Die Veräusserung von betriebsnotwendigem Anlagevermögen kann bei Vorhandensein stiller Reserven auf diesen Objekten zu Steuerfolgen führen, obwohl das Kapital nach wie vor im Unternehmen gebunden bleiben muss. Die Regeln für den Besteuerungsaufschub sind vereinfacht worden.
Wird eine selbständige Erwerbstätigkeit aufgegeben, werden alle stillen Reserven auf dem Geschäftsvermögen realisiert. Dieser Liquidationsgewinn stellt steuerbares Einkommen des Unternehmers dar. Dessen Besteuerung erfolgt nun separat, so dass das ordentliche Einkommen nicht der Steuerprogression unterliegt. In einem weiteren Schritt kann bei der Berechnung der Steuer neu der Betrag abgezogen werden, der bei der beruflichen Vorsorge zum Einkauf von Beitragsjahren dient.
Hält ein Personenunternehmen in seinem Geschäftsvermögen Wertschriften, werden neu die ursprünglichen Anschaffungskosten anstatt der Verkehrswert der Wertschriften besteuert.

### Änderung beim Sparheftprivileg
Nach altem Recht unterlag der jährliche Zinsertrag auf jedem einzelnen Sparheft bis zu 50 Franken nicht der Verrechnungssteuer. Neu gilt dieses Privileg für Zinserträge von bis zu 200 Franken jährlich, wenn der Zinsertrag aller Guthaben einer Person diesen Betrag nicht überschreitet.

### Abschaffung der Arbeitsbeschaffungsreserven
Nach altem Recht konnten die Unternehmen steuerbegünstigte sogenannte Arbeitsbeschaffungsreserven bilden. Diese Reserven standen den Unternehmen in schwierigeren Zeiten zur Schaffung von Arbeitsplätzen zur Verfügung, wenn sie behördlich freigegeben worden waren. Die Regelung wurde aufgehoben.

## Unternehmenssteuerreform III

### Inhalt der Vorlage
Mit der dritten Reform sollte die internationale Akzeptanz der Schweizer Unternehmensbesteuerung wieder hergestellt werden. International kritisiert wurde die Schweizer Praxis der ermässigten Besteuerung von ausländischen Erträgen bei Holding-, Domizil- und gemischten Gesellschaften (sogenannten Statusgesellschaften) auf kantonaler Ebene.
Die Unternehmenssteuerreform III wollte daher zwei Massnahmen miteinander kombinieren:
1. Die steuerliche Bevorzugung von Statusgesellschaften abschaffen, um dadurch die internationalen Vorbehalte zu beseitigen.
2. Den Kantonen neue Möglichkeiten zur Verfügung stellen, um allen Unternehmen steuerliche Entlastungen zu gewähren. Die insgesamt niedrigere Besteuerung sollte attraktiv genug sein, damit die Statusgesellschaften auch nach dem Wegfall der bevorzugten Besteuerung ihren Standort in der Schweiz beibehalten konnten. Speziell sollten innovationsintensive Unternehmenstätigkeiten in der Schweiz gefördert werden, indem Erträge aus Patenten und vergleichbaren Rechten niedriger besteuert würden (sogenannte Patentbox). Für Forschung und Entwicklung sollte ein Abzug gewährt werden, der höher ist als der tatsächliche Forschungs- und Entwicklungsaufwand. Weitere Massnahmen bezogen sich auf die Gewinnbesteuerung, auf Anpassungen der Kapitalsteuer, Anpassungen bei der pauschalen Steueranrechnung und die Aufdeckung stiller Reserven. Bestandteil der Reform waren auch umfangreiche Veränderungen, die zu einer Umverteilung der Anteile von Bund und Kantonen am Steueraufkommen geführt hätten.[2]

### Referendum
Gegen die Reform wurde das fakultative Referendum ergriffen. Die Vorlage kam am 12. Februar 2017 zur Abstimmung und wurde abgelehnt. Das gegnerische Lager kritisierte eine ungleiche Verteilung von Kosten und Nutzen, denn während Unternehmensbesitzer von den Entlastungen profitierten, müsse die Allgemeinheit mit Leistungsabbau, höheren Gebühren oder Steuererhöhungen dafür zahlen. Die Gegner betonen zudem die Undurchsichtigkeit der neuen äusserst komplexen Vorlage, die fehlende Gegenfinanzierung durch eine höhere Dividendenbesteuerung sowie die hohen befürchteten Steuerausfälle. Die Vox-Nachbefragung zeigte, dass jene, die sich mit der Komplexität der Vorlage schwertaten, dazu tendierten, sie abzulehnen. Das verhalf den Gegnern zum Sieg.
Die Vorlage betrüge das Volk, sagten die Gegner. Schon bei der Unternehmenssteuerreform II sei das Volk bezüglich der Steuerausfälle hinters Licht geführt worden, was auch das Bundesgericht bestätigt habe.

## Steuervorlage 17
Nachdem die Unternehmenssteuerreform III (USR III) am 12. Februar 2017 vom Stimmvolk in einem Referendum mit 59,1 % Nein-Stimmen abgelehnt worden war, führte das Eidgenössische Finanzdepartement die USR III unter dem neuen Titel Steuervorlage 17 (SV17) weiter. In den Monaten März bis Mai 2017 traf sich das Steuerungsorgan, bestehend aus Vertretern von Bund und Kantonen, zu fünf Sitzungen, um die Empfehlung für die SV17 zu erarbeiten. Nach den Sitzungen, in denen auch Vertreter der Städte, Gemeinden, Parteien und Wirtschafts- und Arbeitnehmer-Verbände angehört wurden, empfahl das Steuerungsorgan dem Bundesrat folgende Kernelemente:
- Patentbox: Einführung einer obligatorischen Patentbox gemäss OECD-Standard auf kantonaler Ebene.
- Abzüge für Forschung & Entwicklung: Der zusätzliche Abzug für die F&E-Kosten darf maximal 50 % über den eigentlichen Kosten liegen. Die Abzüge sollen sich zur Hauptsache auf den Personalaufwand fokussieren.
- Maximalentlastung: Die steuerliche Entlastung des Gewinns durch die zwei oben genannten Instrumente darf maximal 70 % erreichen. Damit wird der Entlastungs-Spielraum gegenüber der Unternehmenssteuerreform III eingeschränkt.
- Teilbesteuerung der Dividenden: Die Teilbesteuerung der Dividenden aus qualifizierten Beteiligungen (mindestens 10 % des Kapitals) soll auf Stufe Bund 70 % betragen, auf Ebene Kantone und Gemeinden mindestens 70 %.
- Vertikaler Ausgleich: Der Bund zahlt den Kantonen neu 21,2 % aus dem Ertrag der Direkten Bundessteuer statt 17 %.
- Klausel zur Berücksichtigung der Gemeinden im Zusammenhang mit der Erhöhung des Kantonsanteils an der direkten Bundessteuer.
- Kinderzulagen: Die Mindesthöhe der Kinder- und Ausbildungszulagen soll um 30 Franken erhöht werden. Die Kinderzulagen werden damit auf mindestens 230 Franken steigen. Die Ausbildungszulage soll neu mindestens 280 Franken betragen.

### Chronologie der Entwicklungen
Am 9. Juni 2017 verabschiedete der Bundesrat die Eckwerte zur SV17 und beauftragte das Eidgenössische Finanzdepartement, bis im September eine Vernehmlassungvorlage zu erarbeiten. Die vom Bundesrat verabschiedeten Eckwerte folgten im Wesentlichen den Empfehlungen des Steuerorgans. Eine Abweichung von der Empfehlung gab es betreffend den Kantonsanteil an der direkten Bundessteuer. Dieser sollte gemäss den verabschiedeten Eckwerten des Bundesrates auf nur 20,5 % statt auf 21,2 % angehoben werden.
Am 6. September 2017 eröffnete der Bundesrat die Vernehmlassung zur SV17. Sie dauerte drei Monate und ging am 6. Dezember 2017 zu Ende. Wie sich zeigte, gingen die Vorstellungen und Meinungen auch hinsichtlich der neuen Vorlage noch weit auseinander.
Am 31. Januar 2018 beschloss der Bundesrat nach Gesprächen mit den wichtigsten Akteuren die Eckwerte für seine Botschaft zur Steuervorlage 17, welche sich stark an der Vernehmlassungvorlage orientierten. Die wichtigste Abweichung bestand darin, dass der Bundesrat den Kantonsanteil an der direkten Bundessteuer nun doch von 17 auf 21,2 Prozent erhöhen wollte, statt nur auf 20,5 Prozent.
Am 21. März 2018 verabschiedete der Bundesrat die Botschaft zur Steuervorlage 17. Sie entsprach in weiten Teilen den Eckwerten vom 31. Januar. Mit der Botschaft wurden zudem die Ergebnisse einer Umfrage zu den kantonalen Umsetzungsplänen veröffentlicht. Im besten Fall konnte das Parlament die SV17 in der Herbstsession verabschieden.
Am 15. Mai 2018 sprach sich die Kommission für Wirtschaft und Abgaben des Ständerates (WAK-S) einstimmig für ein Gesamtkonzept mit vier zentralen Elementen für die Steuervorlage 17 aus:
- Anstelle einer Erhöhung der Familienzulagen sollte jeder Steuerfranken, der durch die SV 17 auf allen drei Ebenen entfällt, mit einem Franken an die Finanzierung der AHV gegenfinanziert werden. Die Gegenfinanzierung erfolgte durch drei zusätzliche Lohnpromille, die Zuweisung des ganzen Zusatzprozentes der MWST und durch eine Erhöhung des Bundesbeitrags.
- Qualifizierte Dividenden sollten auf kantonaler Ebene zu mindestens 50 Prozent und auf Bundesebene zu mindestens 70 Prozent besteuert werden.
- Das Kapitaleinlageprinzip sollte angepasst werden, indem eine Rückzahlungsregelung (Proportionalitätsprinzip) eingeführt wird.
- Der Abzug auf Eigenfinanzierung sollte grundsätzlich nicht zugelassen werden, mit Ausnahme einer fakultativen Regelung für Hochsteuerkantone.

Am 25. Mai 2018 nahm die Kommission für Wirtschaft und Abgaben des Ständerates (WAK-S) dieses Gesamtkonzept für die Steuervorlage 17 mit 11 zu 1 Stimmen an und schloss die Detailberatung damit ab.
Am 7. Juni 2018 beschloss der Ständerat mit 35 zu 5 Stimmen bei 5 Enthaltungen, die Steuervorlage 17 mit der AHV-Sanierung zu verknüpfen.

## Bundesgesetz über die Steuerreform und die AHV-Finanzierung (STAF)
Mit seinem Beschluss vom 7. Juni 2018 fügte der Ständerat der Steuervorlage 17 (SV17) einen sozialpolitischen Ausgleich zugunsten der AHV im Umfang von 2 Milliarden Franken bei. Die Vorlage hiess neu Bundesgesetz über die Steuerreform und die AHV-Finanzierung (STAF). Am 28. September wurde die STAF in den Schlussabstimmungen von beiden Räten angenommen und die Vorlage im Bundesblatt publiziert. Erste Massnahmen der STAF sollten auf Anfang 2019, der Hauptteil auf 2020 in Kraft treten. Nachdem das Referendum ergriffen worden war, wurde die STAF bei der Volksabstimmung vom 19. Mai 2019 mit klarer Mehrheit angenommen.

### Chronologie der Entwicklungen
Am 3. September 2018 stimmte die Kommission für Wirtschaft und Abgaben des Nationalrats (WAK-N) der Steuervorlage 17 mit 12 zu 11 Stimmen bei 2 Enthaltungen zu. Die WAK-N folgte weitestgehend dem Entwurf des Ständerates und beantragte lediglich beim Kapitaleinlageprinzip (KEP) eine Änderung.
In einem Brief vom 7. September 2018 begrüsste die Konferenz der kantonalen Finanzdirektorinnen und Finanzdirektoren (FDK) die Arbeiten der vorberatenden Kommission WAK-N zur Steuervorlage 17 und beantragte dem Nationalrat, der Vorlage im Sinne der vorberatenden Kommission zuzustimmen. Ausserdem unterstrich die FDK noch einmal die Dringlichkeit der SV17, ein zweites Nein zur Reform der Unternehmensbesteuerung könne man sich nicht leisten.
Am 28. September 2018 wurde die STAF in der Schlussabstimmung vom Nationalrat mit 112:67 Stimmen und vom Ständerat mit 39:4 Stimmen verabschiedet.
Am 15. November 2018 kündigte die Eidgenössische Steuerverwaltung (ESTV) an, im Zuge der der Vorlage über die Steuerreform und die AHV-Finanzierung (STAF) die Bundespraxen betreffend Prinzipalgesellschaften und Swiss Finance Branches ab 2019 nicht mehr auf neue Unternehmen anzuwenden.
Am 17. Januar 2019 reichten die Referendumskomitees 61'381 Unterschriften gegen das Bundesgesetz vom 28. September 2018 über die Steuerreform und die AHV-Finanzierung (STAF) ein, womit das Referendum zustande gekommen war. Bei der Volksabstimmung vom 19. Mai 2019 wurde die STAF mit 66,4 % Ja-Stimmen angenommen.